# Bassus inopinatae
Bassus inopinatae är en stekelart som först beskrevs av Vladimir Ivanovich Tobias 1976.  Bassus inopinatae ingår i släktet Bassus och familjen bracksteklar. Inga underarter finns listade.